# Piotr Mediolański
Piotr Mediolański (Madalensky, Medelanski, Mediolansky, Medolansky, Meduski, Modulansky) herbu Larysza (XIV/XV wiek) – ochmistrz dworu i podskarbi wielki koronny.
Był jednym z najznakomitszych rycerzy króla Władysława Jagiełły. W czasie bitwy pod Grunwaldem był w straży przybocznej monarchy. 
W latach 1412–20 występuje w źródłach jako podskarbi.